# Ivan Riley
Ivan Riley   (Newton, 31 de desembre de 1900 - Kansas City, 28 d'octubre de 1943) va ser un atleta estatunidenc, especialista en curses de tanques, que va competir durant la dècada de 1920.
El 1924 va prendre part en els Jocs Olímpics de París, on va guanyar la medalla de bronze en els 400 metres tanques del programa d'atletisme.
En el seu palmarès també destaca el campionat de l'AUU de les 440 iardes tanques de 1923 i de 120 iardes tanques de 1924. El maig de 1924 va establir un nou rècord de les 440 iardes tanques amb un temps de 52.1", però la marca no fou reconeguda oficialment.

## Millors marques
- 110 metres tanques. 14.7" (1924)
- 400 metres tanques. 52.1" (1924)[1][2]